# Alfred N'Diaye
Alfred N'Diaye (Paris, 6 de março de 1990) é um futebolista senegalês. Atualmente defende o Villarreal.

## Carreira
Alfred N'Diaye foi revelado pelo Nancy onde atuou até 2011.

## Seleção
Tendo a possibilidade de atuar pela França ou Senegal, acabou optando por Senegal, mesmo atuando pelas categorias de base da França.